# Karl Magnus Andersson
Karl Magnus Andersson (i riksdagen kallad Andersson i Milsmaden), född 22 november 1853 i Stenum, död 8 maj 1939 i Härlunda församling, var en svensk lantbrukare och politiker (liberal).
Karl Magnus Andersson, som kom från en bondesläkt, var lantbrukare i Milsmaden i Härlunda, där han också hade kommunala uppdrag och var ledande i den lokala nykterhetsrörelsen. Han var också ledamot i Skaraborgs läns landstingsfullmäktige 1898–1922.
Andersson var riksdagsledamot 1912–1921 i andra kammaren för Skaraborgs läns södra valkrets och tillhörde frisinnade landsföreningens riksdagsgrupp liberala samlingspartiet. I riksdagen var han bland annat suppleant i bankoutskottet 1918–1921.